# Russischer Fußballpokal 2008/09
Der Russische Fußballpokal 2008/09 war die 17. Austragung des russischen Pokalwettbewerbs der Männer. Pokalsieger wurde Titelverteidiger ZSKA Moskau. Das Team setzte sich im Finale am 31. Mai 2009 in der Arena Chimki von Chimki gegen Rubin Kasan durch.

## Modus
Bis zur dritten Runde nahmen 83 Mannschaften von der 2. Division 2008 und zwei Teams aus dem Amateurbereich teil. Dabei traten die insgesamt 85 Vereine in fünf Zonen (West, Zentrum, Süd, Ural-Powolschje und Ost) an. Ab der vierten Runde stiegen dann die 22 Zweitligisten, ab der fünften Runde die 16 Erstligisten ein.
Die Spiele der ersten Runde wurden Mitte April ausgetragen, das Finale im darauffolgenden Jahr Ende Mai, sodass sich der Pokalwettbewerb über 13 ½ Monate erstreckte. Alle Begegnungen wurden in einem Spiel ausgetragen. Bei unentschiedenem Ausgang wurde zur Ermittlung des Siegers eine Verlängerung gespielt. Stand danach kein Sieger fest, folgte ein Elfmeterschießen. Der Pokalsieger qualifizierte sich für die Europa League.

## Teilnehmende Teams
| Premjer-Liga (16) | Premjer-Liga (16) | 1. Division (22) | 1. Division (22) |
| --- | --- | --- | --- |
| - Dynamo Moskau - Lokomotive Moskau - Spartak Moskau - FK Moskau - ZSKA Moskau - Amkar Perm - FK Chimki - Krylja Sowetow Samara | - Lutsch-Energija Wladiwostok - Rubin Kasan - Saturn Ramenskoje - Schinnik Jaroslawl - Spartak Naltschik - Terek Grosny - Tom Tomsk - Zenit St. Petersburg | - Alanija Wladikawkas - Anschi Machatschkala - Baltika Kaliningrad - Dynamo Barnaul - Dynamo Brjansk - KAMAS Nabereschnyje Tschelny - Kuban Krasnodar - Maschuk-KMW Pjatigorsk - Metallurg-Kusbass Nowokusnezk - Nosta Nowotroizk - FK Saljut-Energija Belgorod | - FK Sibir Nowosibirsk - SKA-Energija Chabarowsk - FK Rostow - FK SKA Rostow - Sportakademklub Moskau - Swesda Irkutsk - Torpedo Moskau - Tschernomorez Noworossijsk - Ural Jekaterinburg - FK Witjas Podolsk - Wolga Uljanowsk |
| 2. Division (83)0000000000 | | | |
| - Akademija Dimitrowgrad - Alnas Almetjewsk - Amur Blagoweschtschensk - FK Astrachan - Awangard Kursk - Awtodor Wladikawkas - FK Bataisk-2007 - Chimik Dserschinsk - Dagdisel Kaspijsk - PFK Dimitrow - Druschba Maikop - Dynamo Kirow - Dynamo Stawropol - Dynamo Wologda - Dynamo Woronesch - FK Dynamo St. Petersburg - Energetik Uren - Energija Wolschski - FZS-73 Woronesch - Gasowik Orenburg - FK Gornjak Utschaly | - FK Gubkin - Irtysch-1946 Omsk - FK Istra - FK Jelez - FK Junit Samara - Kawkastransgas-2005 Rysdwjany - FK Krasnodar - FK Krasnodar-2000 - Kusbass Kemerewo - FK Lada Toljatti - Lokomotive Liski - FK Luchowizy - Metallurg Krasnojarsk - Metallurg Lipezk - Mordowija Saransk - Nara-SBFR Naro-Fominsk - FK Neftechimik Nischnekamsk - Nika Krasny Sulin - FK Nika Moskau - FK Nischni Nowgorod - Okean Nachodka | - Olimpija Wolgograd - FK Pskow-747 - FK Reutow - FK Rjasan - FK MWD Rossii Moskau - Rotor Wolgograd - Rubin-2 Kasan - Rusitschi Orjol - Sachalin Juschno-Sachalinsk - Saturn-2 Ramenskoje - Scheksna Tscherepowez - Schemtschuschina Sotschi - Selenograd Moskau - Sewer Murmansk - FK Sibir-2 Nowosibirsk - Sibirjak Bratsk - Smena Komsomolsk am Amur - Snamja Truda Orechowo-Sujewo - PFK Sokol Saratow - SOJUS-Gasprom Ischewsk - FC Sotschi-04 | - Spartak-UGP Anapa - Spartak Kostroma - Spartak Schtschjolkowo - Spartak Tambow - Swesda Serpuchow - FK Taganrog - Tekstilschtschik Iwanowo - FK Tjumen - FK Toljatti - Torpedo-RG Moskau - Torpedo Wladimir - FK Tschita - Wolgar-Gasprom-2 Astrachan - Wolga Nischni Nowgorod - Wolga Twer - Wolotschanin-Ratmir Wyschni Wolotschok - Zenit Pensa - Zenit-2 St. Petersburg - Zenit Tscheljabinsk - Zodiak Stary Oskol |
| Amateure (2)0000000000 | | | |
| - Awangard Podolsk | - FK Rybinsk | | |

Römische Ziffern in Klammern geben die Ligastufe an, an der die Vereine während der Saison 2008 teilnehmen.

## Vorrunde
Teilnehmer: 20 Vereine der 2. Division und 2 Amateurvereine.
| Datum                           |                                  | Ergebnis              |                                    |
| ------------------------------- | -------------------------------- | --------------------- | ---------------------------------- |
| 00000000000Zone Süd             |                                  |                       |                                    |
| 16.04.2008                      | Schemtschuschina Sotschi (III)   | 0:1                   | FK Krasnodar (III)                 |
| 16.04.2008                      | Wolgar-Gasprom-2 Astrachan (III) | 1:0                   | Dagdisel Kaspijsk (III)            |
| 00000000000Zone Zentrum         |                                  |                       |                                    |
| 18.04.2008                      | Swesda Serpuchow (III)           | 4:0                   | FK Nika Moskau (III)               |
| 18.04.2008                      | Saturn-2 Ramenskoje (III)        | 1:1 n. V. (4:3 i. E.) | Snamja Truda Orechowo-Sujewo (III) |
| 00000000000Zone Ural-Powolschje |                                  |                       |                                    |
| 20.04.2008                      | Chimik Dserschinsk (III)         | 1:0                   | Energetik Uren (III)               |
| 21.04.2008                      | Rubin-2 Kasan (III)              | 3:1                   | FK Nischni Nowgorod (III)          |
| 00000000000Zone West            |                                  |                       |                                    |
| 27.04.2008                      | Wolga Twer (III)                 | 2:0                   | PFK Dimitrow (III)                 |
| 27.04.2008                      | FK Pskow-747 (III)               | 1:1 n. V. (3:5 i. E.) | Sewer Murmansk (III)               |
| 27.04.2008                      | FK MWD Rossii Moskau (III)       | 2:0                   | Awangard Podolsk (IV)              |
| 27.04.2008                      | FK Rybinsk (IV)                  | 0:4                   | Dynamo Wologda (III)               |
| 27.04.2008                      | FK Istra (III)                   | 1:3                   | Selenograd Moskau (III)            |

## 1. Runde
Teilnehmer: Die 11 Sieger der Vorrunde und 57 weitere Vereine der 2. Division.
| Datum                      |                                              | Ergebnis              |                                     |
| -------------------------- | -------------------------------------------- | --------------------- | ----------------------------------- |
| 00000000000Zone Zentrum    |                                              |                       |                                     |
| 29.04.2008                 | Zodiak Stary Oskol (III)                     | 0:2                   | Lokomotive Liski (III)              |
| 29.04.2008                 | Zenit Pensa (III)                            | 0:1 n. V.             | Mordowija Saransk (III)             |
| 29.04.2008                 | Spartak Tambow (III)                         | 1:2                   | Metallurg Lipezk (III)              |
| 29.04.2008                 | FK Jelez (III)                               | 1:1 n. V. (7:8 i. E.) | FK Gubkin (III)                     |
| 29.04.2008                 | FK Rjasan (III)                              | 1:2 n. V.             | Saturn-2 Ramenskoje (III)           |
| 29.04.2008                 | FK Luchowizy (III)                           | 2:1                   | Swesda Serpuchow (III)              |
| 29.04.2008                 | FZS-73 Woronesch (III)                       | 1:1 n. V. (7:8 i. E.) | Dynamo Woronesch (III)              |
| 29.04.2008                 | Awangard Kursk (III)                         | 1:0 n. V.             | Rusitschi Orjol (III)               |
| 00000000000Zone Süd        |                                              |                       |                                     |
| 03.05.2008                 | FK Krasnodar (III)                           | 2:0                   | FC Sotschi-04 (III)                 |
| 03.05.2008                 | Energija Wolschski (III)                     | 2:3                   | Olimpija Wolgograd (III)            |
| 04.05.2008                 | Druschba Maikop (III)                        | 2:3                   | FK Taganrog (III)                   |
| 04.05.2008                 | Rotor Wolgograd (III)                        | 1:0                   | Kawkastransgas-2005 Rysdwjany (III) |
| 04.05.2008                 | FK Krasnodar-2000 (III)                      | 1:0                   | Spartak-UGP Anapa (III)             |
| 04.05.2008                 | FK Astrachan (III)                           | 1:1 n. V. (5:6 i. E.) | Wolgar-Gasprom-2 Astrachan (III)    |
| 04.05.2008                 | FK Bataisk-2007 (III)                        | 2:0                   | Nika Krasny Sulin (III)             |
| 04.05.2008                 | Awtodor Wladikawkas (III)                    | 1:0                   | Dynamo Stawropol (III)              |
| 00000000000Zone Ost        |                                              |                       |                                     |
| 04.05.2008                 | FK Sibir-2 Nowosibirsk (III)                 | 1:0                   | Kusbass Kemerewo (III)              |
| 04.05.2008                 | Sachalin Juschno-Sachalinsk (III)            | 0:0 n. V. (5:4 i. E.) | Okean Nachodka (III)                |
| 00000000000Zone Ural-Wolga |                                              |                       |                                     |
| 11.05.2008                 | Dynamo Kirow (III)                           | 2:0                   | Chimik Dserschinsk (III)            |
| 11.05.2008                 | Wolga Nischni Nowgorod (III)                 | 3:1                   | Rubin-2 Kasan (III)                 |
| 11.05.2008                 | SOJUS-Gasprom Ischewsk (III)                 | 1:1 n. V. (6:5 i. E.) | FK Neftechimik Nischnekamsk (III)   |
| 11.05.2008                 | PFK Sokol Saratow (III)                      | 0:1                   | FK Toljatti (III)                   |
| 11.05.2008                 | FK Lada Toljatti (III)                       | 2:0                   | FK Junit Samara (III)               |
| 11.05.2008                 | Gasowik Orenburg (III)                       | 3:0                   | FK Gornjak Utschaly (III)           |
| 11.05.2008                 | FK Tjumen (III)                              | 1:4                   | Zenit Tscheljabinsk (III)           |
| 11.05.2008                 | Alnas Almetjewsk (III)                       | 0:0 n. V. (4:2 i. E.) | Akademija Dimitrowgrad (III)        |
| 00000000000Zone West       |                                              |                       |                                     |
| 18.05.2008                 | Selenograd Moskau (III)                      | 1:1 n. V. (3:4 i. E.) | Wolga Twer (III)                    |
| 18.05.2008                 | Wolotschanin-Ratmir Wyschni Wolotschok (III) | 2:1                   | Zenit-2 St. Petersburg (III)        |
| 18.05.2008                 | Spartak Schtschjolkowo (III)                 | 3:1                   | FK Reutow (III)                     |
| 18.05.2008                 | Spartak Kostroma (III)                       | 2:0                   | Tekstilschtschik Iwanowo (III)      |
| 18.05.2008                 | Sewer Murmansk (III)                         | 1:2 n. V.             | FK Dynamo St. Petersburg (III)      |
| 18.05.2008                 | Nara-SBFR Naro-Fominsk (III)                 | 0:3                   | FK MWD Rossii Moskau (III)          |
| 18.05.2008                 | Dynamo Wologda (III)                         | 1:1 n. V. (3:4 i. E.) | Scheksna Tscherepowez (III)         |
| 18.05.2008                 | Torpedo Wladimir (III)                       | 3:1                   | Torpedo-RG Moskau (III)             |

## 2. Runde
Teilnehmer: Die 34 Sieger der ersten Runde und 6 weitere Vereine der 2. Division Ost.
| Datum                           |                                | Ergebnis              |                                              |
| ------------------------------- | ------------------------------ | --------------------- | -------------------------------------------- |
| 00000000000Zone Zentrum         |                                |                       |                                              |
| 21.05.2008                      | Saturn-2 Ramenskoje (III)      | 0:3                   | FK Luchowizy (III)                           |
| 21.05.2008                      | Mordowija Saransk (III)        | 0:3                   | Metallurg Lipezk (III)                       |
| 21.05.2008                      | FK Gubkin (III)                | 1:2                   | Awangard Kursk (III)                         |
| 21.05.2008                      | Dynamo Woronesch (III)         | 1:0                   | Lokomotive Liski (III)                       |
| 00000000000Zone Ost             |                                |                       |                                              |
| 22.05.2008                      | Irtysch-1946 Omsk (III)        | 0:3                   | FK Sibir-2 Nowosibirsk (III)                 |
| 27.05.2008                      | Smena Komsomolsk am Amur (III) | 4:1                   | Sachalin Juschno-Sachalinsk (III)            |
| 27.05.2008                      | Metallurg Krasnojarsk (III)    | 1:0                   | Sibirjak Bratsk (III)                        |
| 27.05.2008                      | FK Tschita (III)               | 1:1 n. V. (2:4 i. E.) | Amur Blagoweschtschensk (III)                |
| 00000000000Zone Ural-Powolschje |                                |                       |                                              |
| 23.05.2008                      | Zenit Tscheljabinsk (III)      | 0:1                   | Gasowik Orenburg (III)                       |
| 23.05.2008                      | Wolga Nischni Nowgorod (III)   | 3:1                   | Dynamo Kirow (III)                           |
| 23.05.2008                      | FK Toljatti (III)              | 1:1 n. V. (2:3 i. E.) | FK Lada Toljatti (III)                       |
| 23.05.2008                      | Alnas Almetjewsk (III)         | 2:1                   | SOJUS-Gasprom Ischewsk (III)                 |
| 00000000000Zone Süd             |                                |                       |                                              |
| 24.05.2008                      | FK Krasnodar (III)             | 3:1                   | FK Krasnodar-2000 (III)                      |
| 24.05.2008                      | Olimpija Wolgograd (III)       | 0:1                   | Wolgar-Gasprom-2 Astrachan (III)             |
| 24.05.2008                      | FK Taganrog (III)              | 4:2                   | FK Bataisk-2007 (III)                        |
| 25.05.2008                      | Rotor Wolgograd (III)          | 3:2 n. V.             | Awtodor Wladikawkas (III)                    |
| 00000000000Zone West            |                                |                       |                                              |
| 29.05.2008                      | Spartak Schtschjolkowo (III)   | 0:2                   | Torpedo Wladimir (III)                       |
| 29.05.2008                      | Scheksna Tscherepowez (III)    | 0:3                   | Spartak Kostroma (III)                       |
| 29.05.2008                      | FK MWD Rossii Moskau (III)     | 0:1 n. V.             | Wolga Twer (III)                             |
| 29.05.2008                      | FK Dynamo St. Petersburg (III) | 1:2 n. V.             | Wolotschanin-Ratmir Wyschni Wolotschok (III) |

## 3. Runde
Teilnehmer: Die 20 Sieger der zweiten Runde.
| Datum                           |                                  | Ergebnis  |                                              |
| ------------------------------- | -------------------------------- | --------- | -------------------------------------------- |
| 00000000000Zone Süd             |                                  |           |                                              |
| 07.06.2008                      | Wolgar-Gasprom-2 Astrachan (III) | 2:1 n. V. | Rotor Wolgograd (III)                        |
| 07.06.2008                      | FK Taganrog (III)                | 4:1       | FK Krasnodar (III)                           |
| 00000000000Zone Ost             |                                  |           |                                              |
| 08.06.2008                      | FK Sibir-2 Nowosibirsk (III)     | 1:2 n. V. | Metallurg Krasnojarsk (III)                  |
| 08.06.2008                      | Amur Blagoweschtschensk (III)    | 0:1       | Smena Komsomolsk am Amur (III)               |
| 00000000000Zone West            |                                  |           |                                              |
| 09.06.2008                      | Wolga Twer (III)                 | 2:1 n. V. | Wolotschanin-Ratmir Wyschni Wolotschok (III) |
| 09.06.2008                      | Spartak Kostroma (III)           | 0:1       | Torpedo Wladimir (III)                       |
| 00000000000Zone Zentrum         |                                  |           |                                              |
| 11.06.2008                      | Metallurg Lipezk (III)           | 2:0       | FK Luchowizy (III)                           |
| 11.06.2008                      | Dynamo Woronesch (III)           | 0:2       | Awangard Kursk (III)                         |
| 00000000000Zone Ural-Powolschje |                                  |           |                                              |
| 13.06.2008                      | FK Lada Toljatti (III)           | 1:5       | Wolga Nischni Nowgorod (III)                 |
| 13.06.2008                      | Gasowik Orenburg (III)           | 3:0       | Alnas Almetjewsk (III)                       |

## 4. Runde
Teilnehmer: Die 10 Sieger der dritten Runde und die 22 Vereine der 1. Division. Unterklassige Teams hatten Heimrecht.
| Datum      |                                   | Ergebnis              |                                    |
| ---------- | --------------------------------- | --------------------- | ---------------------------------- |
| 30.06.2008 | Metallurg Krasnojarsk (III)       | 2:3                   | Smena Komsomolsk am Amur (III)     |
| 01.07.2008 | Wolgar-Gasprom-2 Astrachan (III)  | 2:3                   | Alanija Wladikawkas (II)           |
| 01.07.2008 | Wolga Twer (III)                  | 1:3                   | Baltika Kaliningrad (II)           |
| 01.07.2008 | Wolga Nischni Nowgorod (III)      | 0:0 n. V. (5:4 i. E.) | Nosta Nowotroizk (II)              |
| 01.07.2008 | FK Witjas Podolsk (II)            | 3:1                   | Sportakademklub Moskau (III)       |
| 01.07.2008 | Torpedo Wladimir (III)            | 4:0                   | Torpedo Moskau (II)                |
| 01.07.2008 | SKA-Energija Chabarowsk (II)      | 4:0                   | Swesda Irkutsk (II)                |
| 01.07.2008 | FK Sibir Nowosibirsk (II)         | 4:1                   | Dynamo Barnaul (II)                |
| 01.07.2008 | FK Saljut-Energija Belgorod (II)  | 3:0                   | FK Rostow (II)                     |
| 01.07.2008 | Metallurg Lipezk (III)            | 3:0                   | Wolga Uljanowsk (II)               |
| 01.07.2008 | KAMAS Nabereschnyje Tschelny (II) | 2:1                   | Ural Jekaterinburg (II)            |
| 01.07.2008 | Gasowik Orenburg (III)            | 1:0                   | Metallurg-Kusbass Nowokusnezk (II) |
| 01.07.2008 | FK Taganrog (III)                 | 0:3                   | FK SKA Rostow (II)                 |
| 01.07.2008 | Tschernomorez Noworossijsk (II)   | 0:1 n. V.             | Kuban Krasnodar (II)               |
| 01.07.2008 | Awangard Kursk (III)              | 0:1                   | Dynamo Brjansk (II)                |
| 01.07.2008 | Anschi Machatschkala (II)         | 3:0                   | Maschuk-KMW Pjatigorsk (II)        |

## 5. Runde
Teilnehmer: Die 16 Sieger der vierten Runde, sowie die 16 Erstligisten, die auswärts antraten.
| Datum      |                                   | Ergebnis              |                                 |
| ---------- | --------------------------------- | --------------------- | ------------------------------- |
| 06.08.2008 | Smena Komsomolsk am Amur (I)      | 1:1 n. V. (3:5 i. E.) | Rubin Kasan (I)                 |
| 06.08.2008 | FK Sibir Nowosibirsk (II)         | 1:0                   | Zenit St. Petersburg (I)        |
| 06.08.2008 | Anschi Machatschkala (II)         | 2:3                   | Terek Grosny (I)                |
| 06.08.2008 | Wolga Nischni Nowgorod (III)      | 1:1 n. V. (4:3 i. E.) | Saturn Ramenskoje (I)           |
| 06.08.2008 | FK Witjas Podolsk (II)            | 2:1                   | Spartak Naltschik (I)           |
| 06.08.2008 | Torpedo Wladimir (III)            | 1:4                   | ZSKA Moskau (I)                 |
| 06.08.2008 | FK SKA Rostow (II)                | 3:2 n. V.             | FK Chimki (I)                   |
| 06.08.2008 | Metallurg Lipezk (III)            | 0:2                   | Lokomotive Moskau (I)           |
| 06.08.2008 | KAMAS Nabereschnyje Tschelny (II) | 1:5                   | Tom Tomsk (I)                   |
| 06.08.2008 | Dynamo Brjansk (II)               | 1:2                   | Spartak Moskau (I)              |
| 06.08.2008 | Baltika Kaliningrad (II)          | 3:0                   | Lutsch-Energija Wladiwostok (I) |
| 06.08.2008 | SKA-Energija Chabarowsk (II)      | 1:1 n. V. (1:4 i. E.) | Amkar Perm (I)                  |
| 06.08.2008 | FK Saljut-Energija Belgorod (II)  | 0:1                   | Schinnik Jaroslawl (I)          |
| 06.08.2008 | Gasowik Orenburg (III)            | 2:2 n. V. (3:5 i. E.) | Krylja Sowetow Samara (I)       |
| 06.08.2008 | Alanija Wladikawkas (II)          | 1:3                   | FK Moskau (I)                   |
| 06.08.2008 | Kuban Krasnodar (II)              | 0:1                   | Dynamo Moskau (I)               |

## Achtelfinale
Teilnehmer: Die 16 Sieger der fünften Runde.
| Datum      |                           | Ergebnis              |                              |
| ---------- | ------------------------- | --------------------- | ---------------------------- |
| 23.09.2008 | Dynamo Moskau (I)         | 2:0                   | FK SKA Rostow (II)           |
| 24.09.2008 | Lokomotive Moskau (I)     | 1:0                   | FK Witjas Podolsk (II)       |
| 24.09.2008 | FK Moskau (I)             | 3:0                   | Terek Grosny (I)             |
| 24.09.2008 | Schinnik Jaroslawl (I)    | 1:2                   | Spartak Moskau (I)           |
| 24.09.2008 | Tom Tomsk (I)             | 2:2 n. V. (4:1 i. E.) | Wolga Nischni Nowgorod (III) |
| 24.09.2008 | Rubin Kasan (I)           | 0:0 n. V. (4:1 i. E.) | Amkar Perm (I)               |
| 24.09.2008 | Krylja Sowetow Samara (I) | 0:2                   | FK Sibir Nowosibirsk (II)    |
| 24.09.2008 | ZSKA Moskau (I)           | 1:0                   | Baltika Kaliningrad (II)     |

## Viertelfinale
| Datum      |                       | Ergebnis |                           |
| ---------- | --------------------- | -------- | ------------------------- |
| 15.04.2009 | Rubin Kasan (I)       | 2:0      | FK Sibir Nowosibirsk (II) |
| 15.04.2009 | Spartak Moskau (I)    | 0:3      | Dynamo Moskau (I)         |
| 22.04.2009 | Lokomotive Moskau (I) | 0:1      | ZSKA Moskau (I)           |
| 22.04.2009 | FK Moskau (I)         | 2:1      | Tom Tomsk (I)             |

## Halbfinale
| Datum      |                   | Ergebnis              |                 |
| ---------- | ----------------- | --------------------- | --------------- |
| 06.05.2009 | FK Moskau (I)     | 0:1                   | Rubin Kasan (I) |
| 13.05.2009 | Dynamo Moskau (I) | 2:2 n. V. (5:6 i. E.) | ZSKA Moskau (I) |

## Finale
| Paarung        | Rubin Kasan – ZSKA Moskau |
| Ergebnis       | 0:1 (0:0) |
| Datum          | 31. Mai 2009 |
| Stadion        | Arena Chimki, Chimki |
| Zuschauer      | 13.000 |
| Schiedsrichter | Stanislaw Suchina |
| Tore           | 0:1 Jewgeni Aldonin (90.+2') |
| Rubin Kasan    | Sergei Ryschikow – Cristian Ansaldi, César Navas, Roman Scharonow , MacBeth Sibaya – Alexander Rjasanzew (77. Alexander Bucharow), Christian Noboa, Jewgeni Baljaikin, Gökdeniz Karadeniz – Alejandro Damián Domínguez, Hasan Kabze (86. Pjotr Bystrow) Cheftrainer: Gurban Berdiýew ( Turkmenistan) |
| ZSKA Moskau    | Igor Akinfejew – Deividas Šemberas, Sergei Ignaschewitsch, Wassili Beresuzki, Georgi Schtschennikow – Pawel Mamajew, Juri Schirkow, Jewgeni Aldonin, Daniel Carvalho – Vágner Love, Moussa Maâzou (72. Miloš Krasić) Cheftrainer: Zico ( Brasilien)                                                  |
| Gelbe Karten   | Alexander Rjasanzew, Christian Noboa, Jewgeni Baljaikin, Gökdeniz Karadeniz, César Navas, Roman Scharonow – Jewgeni Aldonin, Juri Schirkow |
| Platzverweise  | keine – Pawel Mamajew |